# Strepera
Os currawongs (género Stepera) são aves passeriformes da família Artamidae, nativos da Austrália. O género é composto por três espécies.
O nome comum vem do chamamento do currawong-malhado, existente na parte oriental da Austrália, e é uma onomatopeia.

## Espécies
- Strepera graculina
- Strepera fuliginosa
- Strepera versicolor